# BETAB-500
O BETAB-500 (em russo:  БетАБ-500) ou o BETAB-500 Bomba penetrante em concreto é uma bomba soviética e russa com massa de 500 kg projetada para penetrar e destruir estruturas de concreto armado e danificar pistas. Durante a Guerra Civil Síria, as Forças Armadas Russas tem usado a bomba repetidamente. Aparentemente, em 2016 ocorreu o primeiro uso desta bomba em um ambiente urbano na parte oriental da cidade de Alepo.